# Чантурия, Дзаба Георгиевна
Дзаба Георгиевна Чантурия  (1915, Зугдидский уезд, Кутаисская губерния, Российская империя — неизвестно, Хобский район, Грузинская ССР) — колхозница колхоза имени Карла Маркса Хобского района, Грузинская ССР. Герой Социалистического Труда (1950).

## Биография
Родилась в 1915 году в крестьянской семье в одном из сельских населённых пунктов Зугдидского уезда. После окончания местной начальной школы трудилась в личном хозяйстве. В послевоенное время — колхозница колхоза имени Карла Маркса Хобского района.
В 1949 году собрала 6232,1 килограмма зелёного чайного листа с участка площадью 0,5 гектара. Указом Президиума Верховного Совета СССР от 19 июля 1950 года удостоена звания Героя Социалистического Труда за «получение высоких урожаев сортового зелёного чайного листа и цитрусовых плодов в 1949 году» с вручением ордена Ленина и золотой медали «Серп и Молот» (№ 5243).
Этим же Указом званием Героя Социалистического Труда была награждена труженица колхоза имени Карла Маркса колхозница Гогуца Лукаевна Алания.
После выхода на пенсию проживала в Хобском районе. Дата смерти не установлена.